# Eritrocruorina

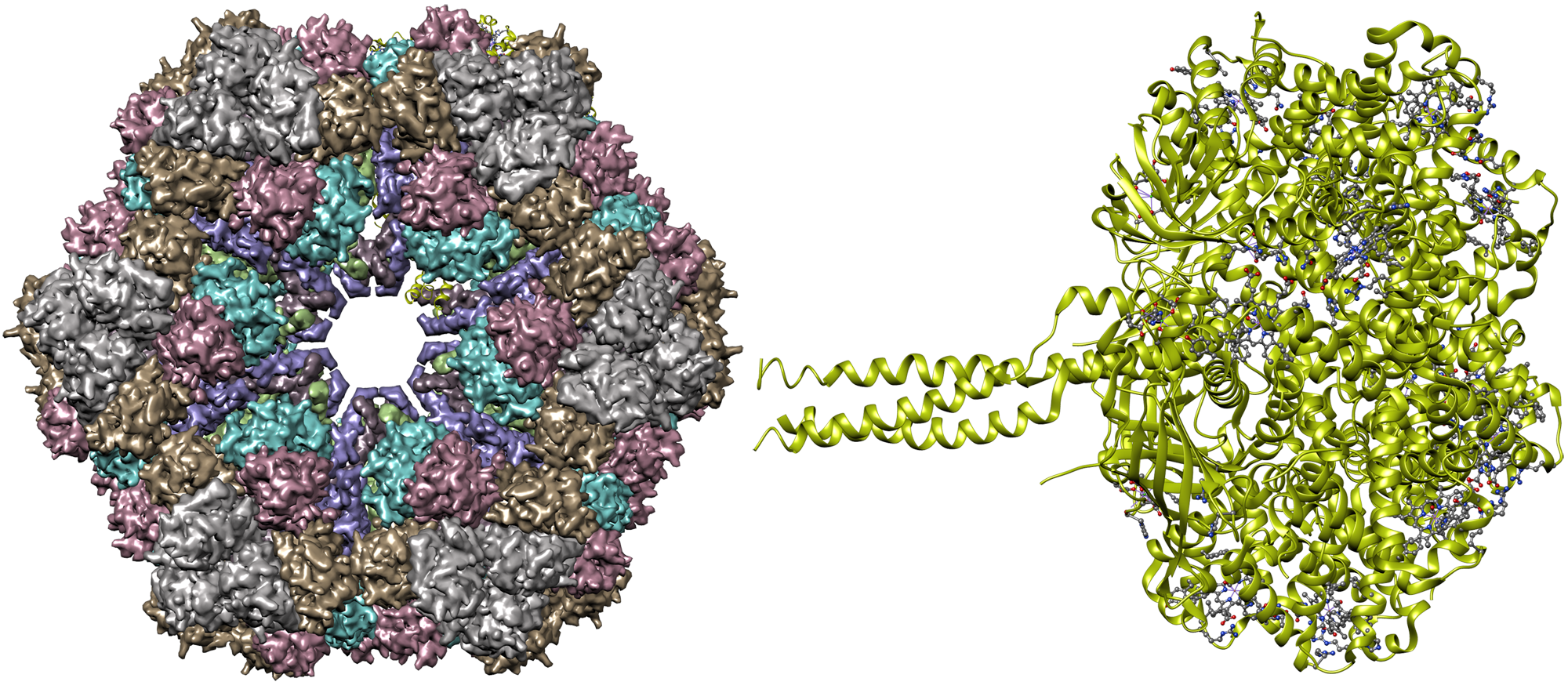
Eritrocruorina 2GTL.

La eritrocruorina es una proteína de gran tamaño transportadora de oxígeno que se encuentra en la sangre de muchos anélidos y algunos artrópodos. Las eritrocruorinas son complejos de enorme tamaño, de más de 3,5 millones de Da, que están formadas por muchas subunidades de hemoglobina unidas por otras subunidades de otro tipo. Las eritocruorinas flotan libremente en el plasma, ya que no están dentro de células sanguíneas. La eritrocruorina presenta cooperatividad en la unión al oxíxeno. La naturaleza extracelular y el gran tamaño de estos complejos hizo que se utilizaran en algunos de los primeros estudios de cristalización, ultracentrifugación y examen de proteínas por microscopio electrónico.
En el caso de la eritrocruorina del Lumbricus terrestris, esta consta de 180 subunidades, de las cuales 144 subunidades son de hemoglobina (de cuatro tipos de cadenas diferentes de hemoglobina) y 36 son de otras cadenas de enlace de tipo no hemoglobínico (de cuatro tipos distintos). Las subunidades de hemoglobina se disponen en doce estructuras dodecaméricas, y las no hemoglobínicas forman doce estructuras triméricas que proyectan prolongaciones hacia el centro del complejo, y son interterceptados, estabilizando el complejo. El complejo tiene una forma hexagonal de doble capa.
La estructura de la proteína es en gran medida en hélice alfa; ocho hélices conservadas (denominadas de la A a la H) forman un entramado para un bolsillo donde está el grupo hemo. El anillo imidazol del residuo de histidina "proximal" proporciona el quinto enlace para el hierro hémico; la otra posición del hierro hémico axial está libre para coordinarse con el oxígeno. Muchas eritrocruorinas carecen de los residuos de histidina y valina "distal" que están conservados en las globinas de vertebrados.

### Otros artículos
- Hemoglobina
- Hemocianina
- Hemeritrina
- Clorocruorina

- Datos: Q409796